# Beilschmiedia muricata
Beilschmiedia muricata är en lagerväxtart som beskrevs av Hung T. Chang. Beilschmiedia muricata ingår i släktet Beilschmiedia och familjen lagerväxter. Inga underarter finns listade i Catalogue of Life.